# Banda base
Nelle telecomunicazioni e nell'elaborazione dei segnali, la banda base è la gamma di frequenze occupate da un segnale che non è stato modulato a frequenze più alte.

Lo spettro di un segnale in banda base, l'energia E per unità di frequenza in funzione della frequenza F. L'energia totale è l'area sotto la curva.

## Derivazione del segnale
I segnali in banda base provengono tipicamente da trasduttori, che convertono qualche altra variabile in un segnale elettrico. Ad esempio, l'uscita elettronica di un microfono è un segnale in banda base analogo all'audio vocale applicato. Nella trasmissione radiofonica analogica convenzionale, il segnale audio in banda base viene utilizzato per modulare un segnale portante RF di frequenza molto più elevata.
Un segnale in banda base può avere componenti di frequenza che arrivano fino alla polarizzazione DC, o almeno avrà una larghezza di banda ad alto rapporto . Un segnale in banda base modulato è chiamato segnale in banda passante. Questo occupa una gamma più alta di frequenze e ha un rapporto inferiore e una larghezza di banda frazionaria.

## Utilizzo e altre tipologie
| Controllo di autorità | GND (DE) 4656240-0 |